# Laputa

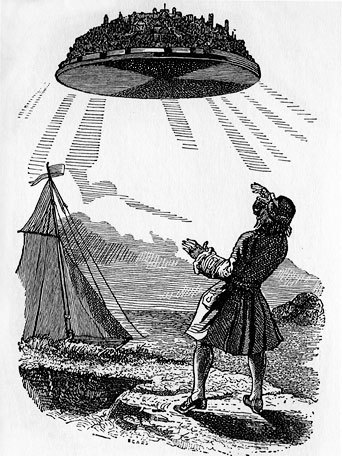
Gulliver descoperă insula zburătoare Laputa (ilustrație de J. J. Grandville)

Laputa este o insulă zburătoare descrisă în cartea Călătoriile lui Gulliver (1726) de Jonathan Swift. Ea are un diametru de aproximativ 4,5 mile, cu un magnet sprijinit pe un ax de diamant, pe care locuitorii săi îl pot manevra în orice direcție, folosind levitația magnetică.

## Localizare
Laputa era situată deasupra regatului Balnibarbi, care era condus de rege de pe insula zburătoare. Gulliver precizează că insula plutea ca urmare a unei „forțe magnetice” exercitate de anumite minerale din solul din Balnibarbi, care nu se exercită dincolo de patru mile mai sus și șase leghe dincolo de întinderea regatului. Poziția insulei și tărâmul de dedesubt se află la aproximativ 5 zile de călătorie spre sud-sud-est de ultima poziție cunoscută a lui Gulliver, 46N, 183E (adică la est de Japonia și la sud de Insulele Aleutine) într-un grup de mici insule stâncoase.

## Descriere
Laputa este descrisă ca fiind perfect circulară, cu un diametru de 4,5 mile (7,2 km) și o suprafață 10.000 acri (4.000 ha). Ea are 300 de yarzi (270 m) grosime și conține un platou de diamant cu grosimea de aproximativ 200 de yarzi, deasupra căruia se află „mai multe minerale, așezate în ordinea lor obișnuită”, acoperit cu „un strat de pământ bogat, adânc de zece până la douăsprezece picioare”. 
Suprafața superioară este înclinată dinspre margine către centru, făcând ca ploaia să se adune în pârâiașe ce curg înspre centru, vărsându-se în patru bazine mari cu circumferința de aproximativ o jumătate de milă. Acestea din urmă se află la 200 de yarzi depărtare de centru. În centrul insulei  era o prăpastie cu diametrul de circa 50 de yarzi continuată cu o grotă boltită uriașă ce coboară la o adâncime de 100 de yarzi sub suprafața platoului de diamant. Grota boltită servea ca observator astronomic și conținea, de asemenea, magnetită care permitea insulei să plutească și să se miște deasupra regatului.

## Locuitorii

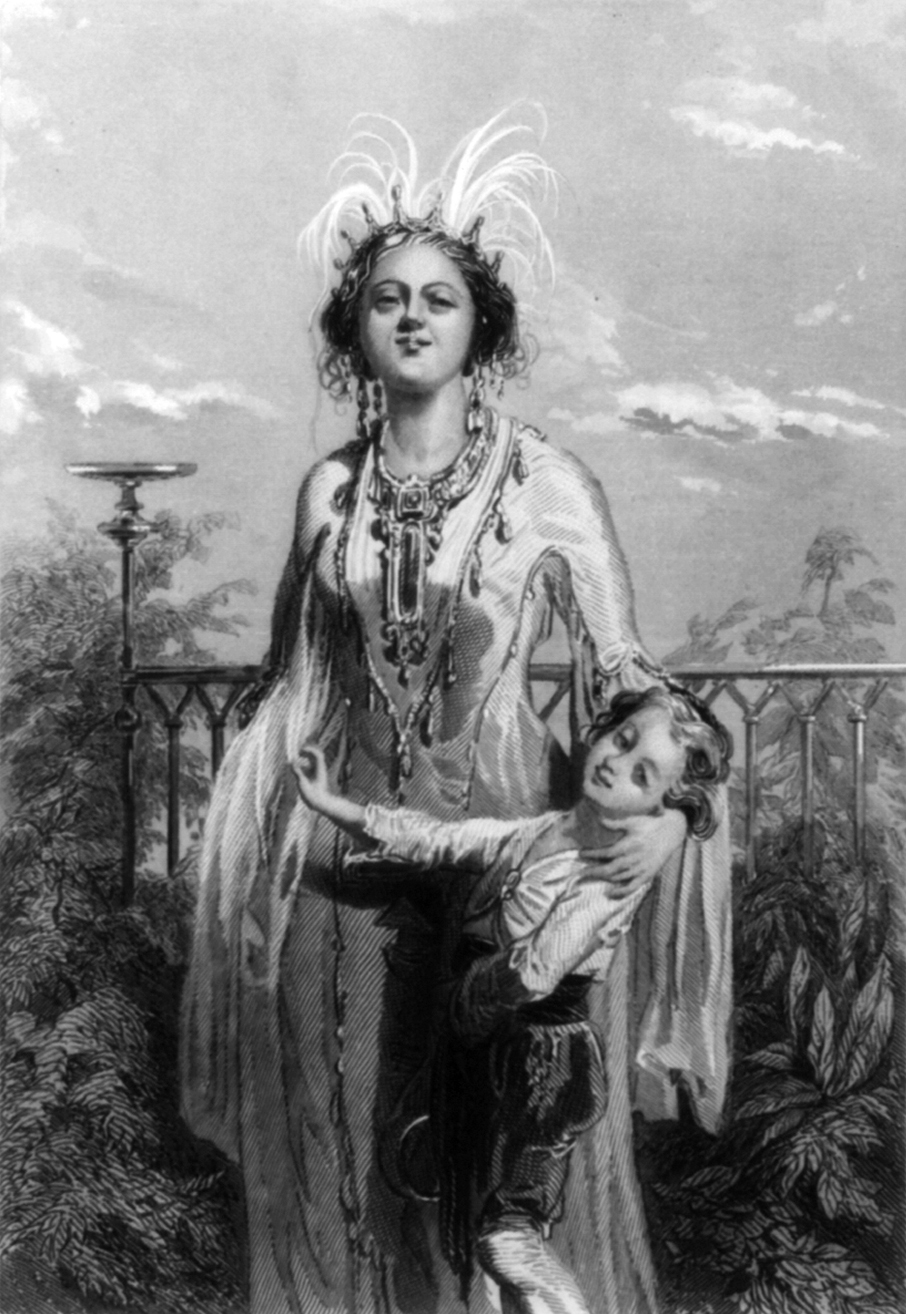
Regina din Laputa, într-o ediție franceză a Călătoriilor lui Gulliver (1850)

Populația Laputei este formată în principal din oameni educați, care sunt pasionați de matematică, astronomie, muzică și tehnologie, dar nu reușesc să-și pună cunoștințele în practică. Slujitorii formează restul populației.
Laputanii s-au specializat în probleme de levitație magnetică și au descoperit doi sateliți ai lui Marte (care în realitate vor fi descoperiți abia peste 150 de ani). Cu toate acestea, ei sunt incapabili să construiască clădiri cu pereți drepți sau să coase haine potrivite, deoarece știu să mânuiască cvadrantul și compasul mai bine decât creionul și ruleta.
Laputa este o societate dominată de bărbați. Soțiile solicită de multe ori să părăsească insula pentru a vizita tărâmul de dedesubt; cu toate acestea, aceste autorizații  nu sunt aproape niciodată acordate pentru că femeile care părăsesc Laputa nu mai doresc să se întoarcă.
Hainele laputanilor, care nu se potrivesc, sunt decorate cu simboluri astrologice și figuri muzicale. Își petrec timpul ascultand muzica sferelor. Ei sunt preocupați de astrologie și își fac permanent griji că soarele se va stinge. Casele laputane, observă el, sunt prost construite, cu pereți strâmbi și fără unghiuri drepte. Femeile laputane sunt mai active sexual și adultere, preferându-i pe oamenii de pe insula Balnibarbi. Soții laputani, care sunt atât de absorbiți de calcule matematice și muzicale, nu știu că soțiile lor îi înșală.
Din cauza lor permanentelor preocupări intelectuale, laputanii sunt descriși, de asemenea, ca fiind atât de pierduți în gânduri, că nu se mișcă decât dacă sunt loviți de un „pocnitor”, că multe dintre capetele lor sunt înclinate într-o parte și că suferă de multe ori de strabism: un ochi era întors către interior și celălalt se uită în sus „spre zenit”. Ochii orientați ciudat ai laputanilor sunt parodii ale lui Swift la adresa microscopului și telescopului. Atât de absorbiți sunt laputanii în studiile lor științifice încât ei nu pot funcționa în lumea de zi cu zi și nici nu pot să o perceapă.

## În apropiere terenuri
Pământul de sub insula plutitoare este cunoscut ca Balnibarbi, iar acesta este controlat de către regele din Laputa. Capitala regatului  este orașul Lagado.
Regele tiranic al Laputei stăpânește tărâmul uscat în principal prin amenințarea că va acoperi regiunea rebelă cu umbra insulei, împiedicând pătrunderea luminii soarelui și a ploii, sau prin aruncarea de bolovani asupra orașelor rebele de la suprafață. În cazuri extreme, insula este coborâtă deasupra orașelor de mai jos pentru a le zdrobi, deși acest lucru nu are succes de fiecare dată, mai ales în cazul orașului Lindalino.
Limba balnibarbiană, vorbită în Laputa și Balnibarbi, este descrisă de Gulliver ca având o sonoritate similară cu cea a limbii italiene.

## Simbolism
Rebeliunea Lindalino rebeliunea lui împotriva Laputei este o alegorie a revoltei Irlandei împotriva Marii Britanii și a politicii interne și externe violente a Marii Britanii (adică a guvernării partidului Whig). Invențiile absurde ale laputanilor reprezintă o satiră la adresa birocrației și a experimentelor Royal Society.
Deoarece „La puta” înseamnă „curvă”, edițiile spaniole ale Călătoriilor lui Gulliver utilizează formele „Lapuntu”, „Laput”, „Lapuda” și „Lupata”. Este foarte probabil, având în vedere gustul lui Swift pentru satiră, ca autorul să fi fost conștient de sensul spaniol al denumirii. (Gulliver însuși pretindea că vorbea limba spaniolă printre multe limbi pe care le stăpânea.)

## Moștenire
Laputa, la fel ca unele din celelalte invenții ale lui Swift, a fost sursă de inspirație și bază a mai multor opere literar-artistice ulterioare. Printre aceste exemple se află:
- Laputa: Castle in the Sky, un anime de Hayao Miyazaki, a cărui acțiune are loc pe un oraș plutitor. El a dat numele cursei Laputan Colony din jocul video Game Boy Advance intitulat F-Zero: Maximum Velocity. Distribuitorii nord-americani au schimbat titlurile ambelor versiuni în „Castle in the Sky” și „Empyrean Colony” pentru a evita similitudini cu termenul spaniol vulgar la puta.[necesită citare]
- William Barrett folosește povestirea în cartea sa Irrational Man (1958) pentru a ilustra alienarea pe care existențialismul încearcă să o contracareze.
- Mazda Laputa, al cărei nume derivă din Călătoriile lui Gulliver.
- În filmul premiat cu Oscar Dr. Strangelove un bombardier B-52 vizează complexul Laputa ICBM din Siberia. Acest lucru este atât o trimitere la romanul lui Swift, cât și o aluzie sexuală, una din multe altele ale filmului.
- În jocul video The Elder Scrolls III: Morrowind, închisoarea plutitoare „Ministerul Adevărului” a fost inspirată din Laputa și din romanul O mie nouă sute optzeci și patru al lui George Orwell.
- În Străin în țară străină (1961), Robert Heinlein descrie sistemul Laputa de management al comunicațiilor.
- În volumul trei al tetralogiei Cities in Flight a lui James Blish, primarul Amalfi se referă la atacurile IMT ca fiind similare cu cele ale Laputei.
- Case for a Rookie Hangman, film ceh regizat de Pavel Juráček (1969)[6]
- Jocul video BioShock Infinite are un oraș zburător distopic.
- Episodul „The Cloud Minders” al serialului Star Trek: Seria originală prezintă un oraș plutitor.
- Romanul SF postapocaliptic Engine Summer de John Crowley descrie un oraș zburător numit Laputa.
- Episodul „The Nox” al serialului Stargate SG-1 prezintă un oraș plutitor.
- „Regatul Zeal”  din jocul Chrono Trigger seamănă puternic cu Laputa.
- Albumul Choose Your Weapon (2015) al lui Hiatus Kaiyote are un cântec intitulat „Laputa”.
- Petrecerea zburătoare într-o clădire din Life the Universe and Everything al lui Douglas Adams reia o parte din tema Călătoriilor lui Gulliver amestecată cu elemente din serialul Hithchhikers' Guide to the Galaxy.
- Filmul Elysium (2013) include o stație orbitală (zburătoare) utopică ce dispune de o tehnologie avansată.
- În jocul video UFO: Aftershock, jucătorul folosește un oraș extraterestru zburător numit Laputa ca bază de unde pornește în misiunea de preluare a controlului asupra unui Pământ postapocaliptic.
- Albumul Coming to You Live al artistului coreean DPR Live conține un cântec intitulat „Laputa”, interpretat împreună cu cântărețul Crush.